# کارآیی سرمایشی سقف‌های گنبدی

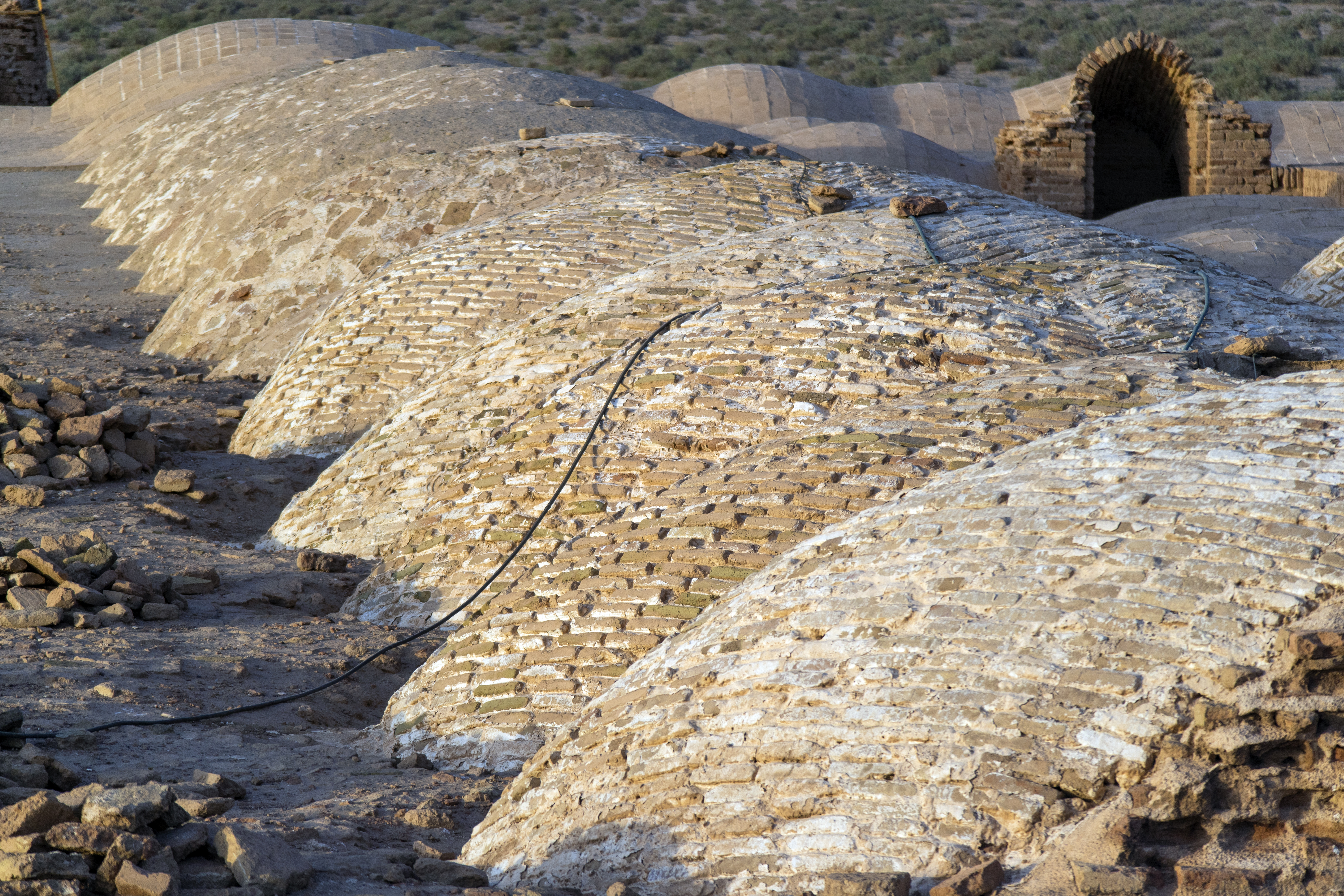
سقف های گنبدی کاروانسرای دیر گچین استان قم

در حالت کلی سقف‌های قوسی را به دو دسته کلی می‌توان تقسیم کرد. دسته اول سقف‌هایی که انحنا دارند و در جهت دیگر خطی اند و سقف تقریباً به شکل نیم دایره، تاقی یا قوسی دایره‌ای بر روی دیوارهای جانبی قرار می‌گرفته‌است. نوع دوم سقف‌های گنبدی شکل است که شکل هندسه دورانی با انحنای دو جانبه دارند و نیروی وزن و سایر نیروها را با مکانیسم غشایی به تکیه گاه‌ها منتقل می‌کنند.
سقف‌های قوسی از یک لایه تشکیل شده‌اند. در این سقف‌ها خشت خام یا آجر به شکل دایره‌ای روی یکدیگر قرار داده می‌شده‌اند. در معماری ایران با اختراع گنبد دو پوسته‌ای مسئله عایق کاری سقف به نحو جالبی حل شده است. سقف‌های گنبدی یا قوسی طی قرن‌های گذشته از نظر جنس و مواد آن چنان تغییر قابل ملاحظه‌ای نداشته‌است. در ابتدا سقف‌ها از جمله تاق کسری از مصالح گلی یا خشت خام ساخته شد و کاربرد خشت خام طی سالیان متمادی ادامه داشت ولی چگونگی استقرار خشتها شکل‌های مختلفی به خود گرفته‌است. البته به تدریج در تاق‌های بزرگ آجر جایگزین خشت خام شده‌است. معمولاً بالای خشت خام یا آجر با کاهگل به ضخامت ۱ الی ۲ سانتیمتر پوشانده می‌شدکه هم از جهت انتقال گرما و هم از جهت پوشش سقف برای محافظت در مقابل باران، نفوذ آب و حفاظت در مقابل شرایط محیط به خوبی عمل می‌کرده‌است.
از نظر هندسی گستره تاق نیم کره‌ای شکل تقریباً سه برابر سطح قاعده اش است. بنابراین متوسط شدت پرتو افکنی آفتاب تند بر روی بدنه مدور نسبت به یک سطح تخت کم می‌شود و قسمت پایینی تاق گنبد در دمای پایینتری قرار می‌گیرد. از  طرفی چون بدنه گنبد به علت برجستگی در معرض وزش نسیم قرار دارد، از این رو نسبت به بام مسطح، کمتر گرمای تابشی در آن اثر دارد. همچنین شکل مدور برای خارج کردن تابش گرمای جذب شده در روز، هنگام شب و آمادگی ساختمان برای خنک شدن در شب مناسب است؛ یعنی گرمایی که بدنه ساختمان پس می‌دهد، بهتر بیرون می‌راند. روزنه بالای گنبد عمل هوا کشی و نوررسانی را در بعضی از گنبدهای تک پوسته انجام می‌دهد. گرمای انتقال یاته از طریق  سقف به سرعت در شب از راه روزنه خارج می‌شود.

ارزیابی عملکرد این گونه سقف‌ها نسبت به سقف‌های تخت، برای فراهم کردن شرایط راحتی به صورت طبیعی و بدون استفاده از سیستم‌های مکانیکی می‌تواند ما را در جهت شناسایی و کاربرد این معماری کهن کشور کمک کند. واقعیت این است که نه تنها طی سال‌های گذشته توجه به معماری سنتی نشده، بلکه به تعبیری به تولید سختمان‌های انرژی تلف کن پرداخته شده‌است.
مدل سازی‌های عددی انجام شده به وسیلهٔ کامپیوتر برای ساختمان‌های گنبدی شکل و تخت نشان می‌دهد در هنگام وزش باد، تغییرات فشار در جلو و پشت ساختمان گنبدی شکل تقریباً مشابه تغییرات فشار در ساختمان با سقف تخت است، اما تغییرات فشار روی سقف گنبدی از تغییرات فشار روی سقف تخت بیشتر است، به خصوص در راس قوس که فشار بسیار کاهش می‌یابد. کم بودن فشار سبب می‌شود که هوای گرم از دریچه‌ای که در بالای اینگونه سقف‌ها تعبیه می‌شود به بیرون کشیده شود، لذا تهویه هوا در این گونه ساختمان‌ها نسبت به ساختمان‌های با سقف تخت بیشتر است. به علاوه افزایش سرعت بالای این گونه سقف‌ها و وجود تلاطم در ناحیه پشت سقف، سبب می‌شود این گونه سقف‌ها نسبت به سقف‌های تخت سریع تر خنک شوند و گرمای جذب شده از خورشید به داخل منتقل نشود. در مناطق کویری که آفتاب در تابستان گرمای بیشتری تولید می‌کند و در شب‌ها باد وزش بهتری دارد، استفاده از این سقف‌ها به مطلوب شدن هوای داخل کمک کرده و از نظر تهویه طبیعی بر ساختمان‌های با سقف تخت ارجحیت دارند.